# Мавзолей Мавлон-бува
Мавзолей Мавлон-бува (узб. Mavlonbuva maqbarasi) — памятник архитектуры, расположенный в Наманганской области Узбекистана. Мавзолей построен в 1806 году и является уникальным место поклонения поэтов, которые оставили на его стенах множество стихов.

## История
Мавзолей Мавлон-бува построен в 1806 году (над входом сохранилась дата строительства — 1221 год хиджры, что равно 1806 году). У входа в мавзолей располагается портал с нишами сверху и стрельчатой аркой. По обе стороны от входа высятся колонны с большими декоративными шпилями в виде трехступенчатых конусов. Вход выполнен в виде портала со стрельчатой аркой, аркатурами и нишами наверху. За порталом выстроена зиёратхона площадью 7х7 метров. Небольшие и неглубокие стрельчатые и прямоугольные ниши обрамляют парадный вход. Вверху портала выстроена декоративная зарешеченная аркада. Остальная часть фасада является гладким и выполнена кирпичной кладкой, которая выделяется снаружи.
Интерьер внутреннего помещения отделан ганчем и покрашен масляной краской. Одна из стен имеет михраб с рисунком. На панелях изображены вазы с цветами и геометрические узоры. Эпиграфический декор богат, здесь написаны стихи поэтов в арабской каллиграфии, ведь Мавлон-Бува (настоящее имя Мавлавий Намангони) был известным в Намангане поэтом, а эти стихи, посвящены ему.
Панно с геометрическим узором находится напротив входа, оно выполнено в технике резного ганча с подачей цвета. Поверхность панно покрыта тонким рельефным орнаментом из звезд. Ячейки узора с гладким фоном окрашены в мягкие тона и заполнены резным узором. В середине панно находится крупная звезда на красном фоне с рельефной розеткой, а в ней цветная сердцевина в обрамлении золотых лучей. Мотив панно подан в новой трактовке и оригинальной цветной гамме.
На одной из внутренних стен мавзолея сказано, что первая реконструкция была проведена спустя примерно 50 лет после строительства — примерно в 1875 году. Сопоставление дат указывает, что мавзолей был построен, вероятно, ещё до смерти поэта. Вторая реконструкция была осуществлена в 1905 году, то есть спустя сто лет после строительства. Во второй реконструкции участие принимали известные мастера-резчики — Закир Ахун, мастер Хусайн, мастер Абдураззак. В 1957 году во время третьей реконструкции были восстановлены все арабские надписи на стенах.